# Geranium oaxacanum
Geranium oaxacanum är en näveväxtart som beskrevs av Harold Emery Moore. Geranium oaxacanum ingår i släktet nävor, och familjen näveväxter. Inga underarter finns listade i Catalogue of Life.